# Liberation (musikalbum av 1349)
Liberation är det norska black metal-bandet 1349s första fullängdsstudioalbum, utgivet 2003.

## Låtlista
1. "Manifest" (Ravn/Seidemann/Tjalve) – 4:03
2. "Breathe Spears" (Frost/Archaon) – 4:24
3. "Riders of the Apocalypse" (Ravn/Seidemann/Frost/Tjalve) – 4:34
4. "Deathmarch" (Frost) – 1:05
5. "Pitch Black" (Ravn/Archaon/Tjalve) – 3:19
6. "Satanic Propaganda" (Seidemann) – 3:44
7. "Legion" (Ravn/Seidemann/Tjalve) – 4:56
8. "Evil Oath" (Archaon) – 3:48
9. "Liberation" (Ravn/Seideman/Tjalve) – 5:22
10. "Buried by Time & Dust" (Mayhem) – 3:05

## Medverkande
Musiker (1349-medlemmar)
- Ravn (Olav Bergene) – sång
- Archaon (Idar Burheim) – gitarr
- Tjalve (André Kvebek) – gitarr
- Seidemann (Tor Risdal Stavenes) – basgitarr
- Frost (Kjetil-Vidar Haraldstad) – trummor

Bidragande musiker
- Anders Blystad – orgel
- B9 (aka Origami Galactica) (Benny Braaten) – sampling

Produktion
- Ravn – producent
- Thomas Sørlie – ljudtekniker
- Tom Kvålsvoll – mastring
- Charlotte Hakonsen – omslagsdesign

### Fotnoter
1. ↑  Liberation på discogs.com